# Rio Oso (Kalifornija)
Rio Oso je naseljeno područje za statističke svrhe u američkoj saveznoj državi Kalifornija. Prema popisu stanovništva iz 2010. u njemu je živjelo 356 stanovnika.